# Melanchroia astigma
Melanchroia astigma là một loài bướm đêm trong họ Geometridae.